# Mutter-Gottes-Kirche (Racibórz)

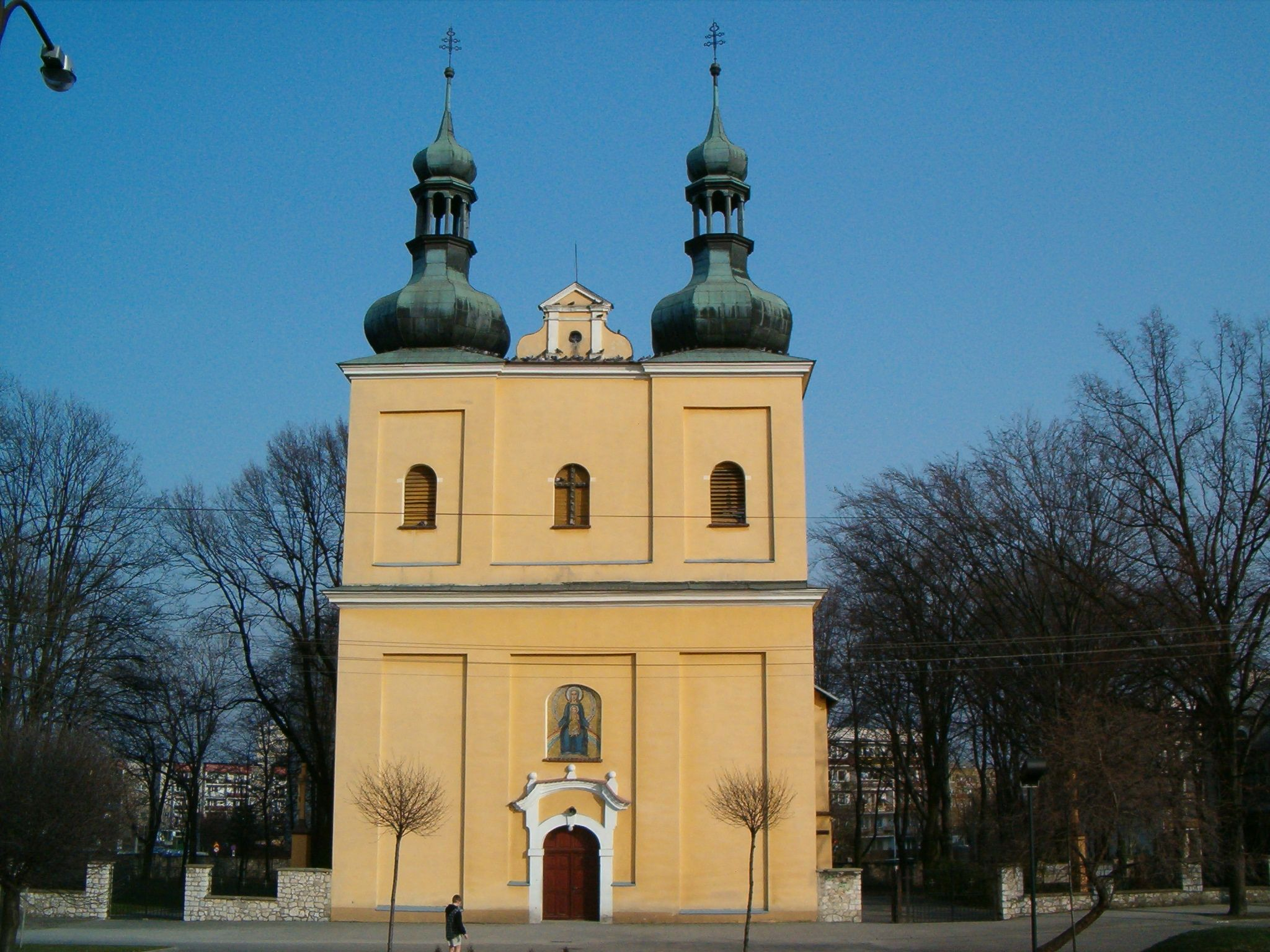
Racibórz, Mutter-Gottes-Kirche, Vorderansicht

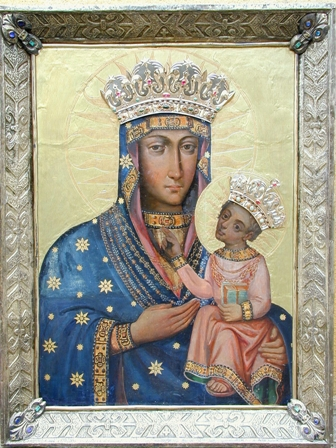
Das Marienbild

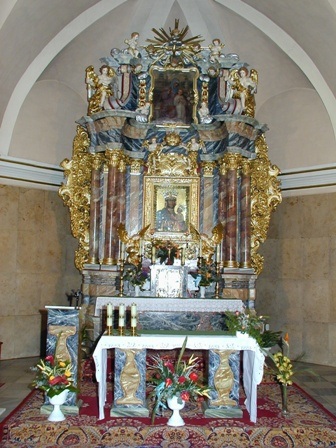
Der Hauptaltar

Die Mutter-Gottes-Kirche oder auch Gnadenkirche der Mutter Gottes im oberschlesischen Racibórz (Ratibor) ist eine römisch-katholische Pfarrkirche und Wallfahrtskirche. Die Kirche im barocken Stil stammt aus dem 18. Jahrhundert und ist der Mutterschaft Mariens geweiht. Sie ist das älteste Marien-Sanktuarium Oberschlesiens und beherbergt das Bild der Gottesmutter von Ratibor. Die Mutter-Gottes-Kirche gehört der Pfarrgemeinde zur Mutter Gottes in Racibórz im Dekanat Racibórz des Bistums Opole (Oppeln) an. Sie befindet sich an der Ulica Jana Pawła II 6 im Stadtteil Nowe Zagrody (Neugarten) in direkter Nähe zum Stadtteil Stara Wieś (Altendorf). Sie ist auch unter den Namen Mater-Dei-Kirche und Matka-Boża-Kirche bekannt.

## Geschichte
An der Stelle der heutigen Kirche stand bereits 1432 eine hölzerne Kirche. Der Bau der neuen barocken Kirche aus Stein wurde 1723 begonnen und 1736 abgeschlossen. Am 25. September 1736 wurde sie durch den Breslauer Weihbischof Elias Daniel von Sommerfeld (1681–1742) geweiht. Die alte Schrotholzkirche wurde nach Pawlau umgesetzt. Dort wurde sie 1913 abgetragen. 1937 wurde die eigenständige Pfarrgemeinde gegründet.
Am 20. Januar 1948 wurde sie unter Denkmalschutz gestellt.

## Architektur
Bei der Mutter-Gottes-Kirche handelt es sich um ein barockes Bauwerk mit verputzter Fassade. Sie besitzt zwei miteinander verbundene Kirchtürme mit Zwiebelturmhauben. Über dem Eingangsportal befindet sich ein Wandbild Marias mit dem Jesuskind und einem Regenbogen.
Im neobarocken Hauptaltar aus dem Jahr 1870 befindet sich das Bild der Mutter Gottes von Ratibor aus dem Übergang vom 16. zum 17. Jahrhundert. Das auf Holz gemalte Bild hat eine Größe von 77 mal 120 cm. Es ist eine Nachahmung der Schwarzen Madonna von Tschenstochau. Zum 500. Jubiläum der Kirche wurde das Marienbild am 27. August 1932 durch Kardinal Adolf Bertram mit zwei Kronen gekrönt. Sie wurden durch die Goldschmied-Firma August Witte GmbH aus Aachen hergestellt. 1945 wurden die Kronen gestohlen. Die Kronen wurden zweimal ersetzt, nachdem auch die zweiten Anfertigungen gestohlen wurden.
Zwei weitere Altäre, die dem heiligen Josef und dem heiligen Kreuz gewidmet sind, befinden sich ebenfalls in der Kirche.
Vor der Kirche wurde ein Denkmal für Johannes Paul II. aufgestellt.